# السعي نحو السلام
السعي نحو السلام (بالإنجليزية: Search for peace)‏ كتاب ألفه الأمير الحسن بن طلال، صدرت الطبعة الأولى باللغة الإنجليزية عام 1984 وتُرجم إلى اللغة العربية. يتحدث الكتاب عن عملية سير الأحداث السياسية في الشرق العربي.

## ملخص الكتاب
تناول الكتاب المواضيع التالية:
1. حال العرب في الجاهلية والإسلام.
2. مستجدات القرن العشرين وتأثيرها على العرب.
3. عملية سير الأحداث السياسية على الساحة العربية.
4. العوامل الاقتصادية في الوطن العربي.
5. نظرة الإسلام إلى الاقتصاد الاشتراكي.
6. الصراع العربي الإسرائيلي.

## خاتمة
ختم الأميرالحسن الكتاب بجملة وهي: «لا بد لعملية السعي نحو السلام ان تمضي لا لمصلحة العرب واليهود فقط بل لمصلحة العالم برمته».